# Banbury District & Lord Jersey FA
Banbury District & Lord Jersey FA är en engelsk fotbollsliga baserad i Oxfordshire. Den har fyra divisioner och toppdivisionen Premier Division ligger på nivå 13 i det engelska ligasystemet.
Ligan är en matarliga till Oxfordshire Senior League. 

## Mästare
| Säsong  | Premier Division    | Division One       | Division Two  | Division Three             |
| ------- | ------------------- | ------------------ | ------------- | -------------------------- |
| 2007/08 | Bodicote Sports     | KEA                | ABK Sports    | Slade Farm United Reserves |
| 2008/09 | Bodicote Sports     | ABK Sports         | KEA reserves  | Deddington Town Reserves   |
| 2009/10 | Bishop's Itchington | Highfield Old Boys | FC Naranja    | ABK Sports Reserves        |
| 2010/11 | Sinclair United     | Heyford Athletic   | Abba Athletic | Fenny Compton              |

### Webbkällor
Den här artikeln är helt eller delvis baserad på material från engelskspråkiga Wikipedia, Banbury District and Lord Jersey FA, 13 mars 2015.